# Maale
Narod Maale (ili Male), je mala etnička skupina od oko 95 000 pripadnika koja se nalazi u Regija Južnih naroda, narodnosti i etničkih grupa na granici između sjevernih i južnih grupa Oma u Etiopiji.
Narod Maale energično čuvaju svoj jezik, usprkos izlaganju drugim jezicima.

## Kultura
Mnogi običaji vezani za žene naroda Maale, uključujući i razlike između nekadašnjih i suvremenih običaja, dokumentirao je Thubauville 2010. godine. 
Imaju rodnu ulogu koja se zove ashtime. Postoje suprotstavljena znanstvena tumačenja ove uloge i njenog značenja. Epprecht vjeruje da se radi o muškarcima kojima je po rođenju dodijeljen ženski rod i koji imaju seksualne odnose s muškarcima. No, on priznaje da je opis Donhama (koji je zapravo živio i radio među Maaleima) sasvim drugačiji, da je dužnost ashime bila da kralju omogući seks "zaštićen od ženskih promjena raspopoženja u ključnim trenucima ritualnog života nacije."